# AeroSur
AeroSur S.A., formalmente llamada Compañía Boliviana de Transporte Aéreo Privado Aerosur, S.A (IATA: 5L, OACI: RSU, y Callsign: Aerosur) fue una aerolínea boliviana con sede central en la ciudad de Santa Cruz de la Sierra y con centro de conexiones principal en el Aeropuerto Internacional Viru Viru. Operaba rutas nacionales dentro de Bolivia y vuelos internacionales programados y chárteres a Sudamérica, el Caribe, Estados Unidos y España.  AeroSur fue una de las dos aerolíneas principales de Bolivia junto con Lloyd Aéreo Boliviano. Fue fundada en abril de 1992 a raíz de la desregulación del transporte aéreo boliviano y comenzó a volar el 24 de agosto de ese año entre Santa Cruz de la Sierra y Potosí.
En mayo de 2012, AeroSur entró en quiebra y cesó operaciones después de dos décadas de operación continua.

## Historia

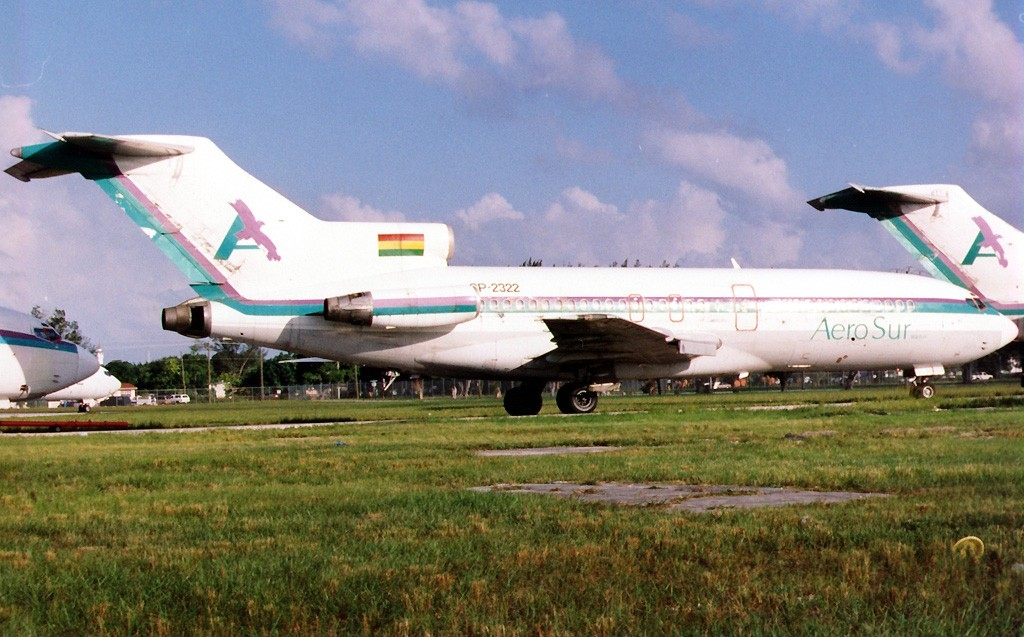
Boeing 727-100 de AeroSur con la librea original fotografiado en 1998.

### Inicios de la compañía
AeroSur fue fundada en abril de 1992 y sus operaciones comenzaron el 24 de agosto de 1992 como una aerolínea regional. Fue creada después de la desregulación de transporte aéreo local en Bolivia por una fusión de empresas de carta existentes tomando ventaja de este suceso. Su primer vuelo se realizó desde Santa Cruz de la Sierra a Potosí.
El crecimiento regular de AeroSur la hizo la segunda aerolínea en Bolivia después de Lloyd Aéreo Boliviano, ahora cubriendo varias ciudades nacionales y ofreciendo vuelos internacionales a ciudades como Buenos Aires (Argentina), Madrid (España), Miami (Estados Unidos), São Paulo (Brasil) y otras más.
Tras el cese de operaciones aéreas del Lloyd Aéreo Boliviano (LAB) en 2007, AeroSur se convirtió en la aerolínea más importante de Bolivia y así logró mejorar su situación económica y expandir sus operaciones. La aerolínea cuenta además con dos filiales: AeroSur Cargo y Aerosur Paraguay.
En 2002 la proclamaron línea aérea bandera de Bolivia. Fue además la primera en Bolivia en introducir la clase Ejecutiva o business y la Primera clase en vuelos nacionales.
También contaba con un programa de viajero frecuente llamado Club AeroSur, que ofrece ciertas facilidades al viajero como boletos premios o a crédito. AeroSur ofrece también paquetes turísticos en todas sus rutas.

### La aerolínea más importante de Bolivia
Cuando el Lloyd Aéreo Boliviano cesó sus operaciones, AeroSur se convirtió en la aerolínea más grande en el país. Fue la única aerolínea boliviana en volar a destinos internacionales hasta que se creó Boliviana de Aviación en 2007. 
En 2004, AeroSur había comenzado a operar vuelos nostálgicos con un Douglas DC-3 a destinos turísticos como el Salar de Uyuni y Rurrenabaque, ambos reconocidos internacionalmente.
En 2008, un estudio realizado por la PricewaterhouseCoopers reconoció a AeroSur como la aerolínea más próspera de Bolivia.

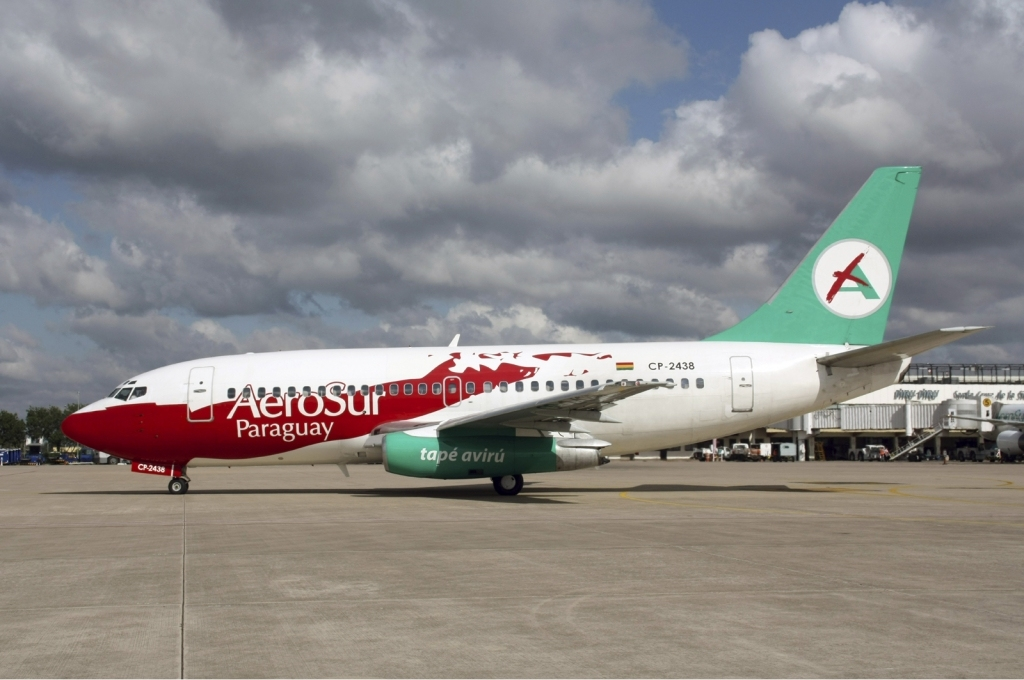
Boeing 737-200 de la subsidiaria AeroSur Paraguay.

### Línea aérea bandera de Paraguay
En 2007, el presidente paraguayo Nicanor Duarte otorgó su aval y licencia a AeroSur para operar como línea aérea bandera de ese país. El anuncio se hizo durante una audiencia concedida por el presidente de Paraguay al presidente de AeroSur Humberto Roca Leigue y en 2008, se creó la subsidiaria Aerosur Paraguay con inversiones de AeroSur y capitales paraguayos.
La subsidiaria inició vuelos entre Asunción y Santa Cruz de la Sierra con vuelos programados diarios entre el Aeropuerto Internacional Silvio Pettirossi y su centro de conexiones principal en el Aeropuerto Internacional Viru Viru. 
AeroSur mantuvo relaciones comerciales con Aerosur Paraguay al mantener una participación mayoritaria en las acciones de la filial paraguya. Además de AeroSur, en Paraguay operaban TAM Airlines, Gol Linhas Aéreas, Aerolíneas Argentinas, TACA Airlines, Pluna, Copa Airlines y la nueva aerolínea paraguaya SOL Del Paraguay. 
En 2012, AeroSur Paraguay notificó a la Dirección Nacional de Aeronáutica Civil de Paraguay la suspensión indefinida de sus operaciones regulares en el país como resultado de la crisis financiera de AeroSur y deudas con el gobierno boliviano. Al tiempo del cierre de sus operaciones, la aerolínea reportó pérdidas de 150 millones de guaraníes sumados a gastos mensuales de alrededor de 50 millones de guaraníes en pagos salariales y alquileres.

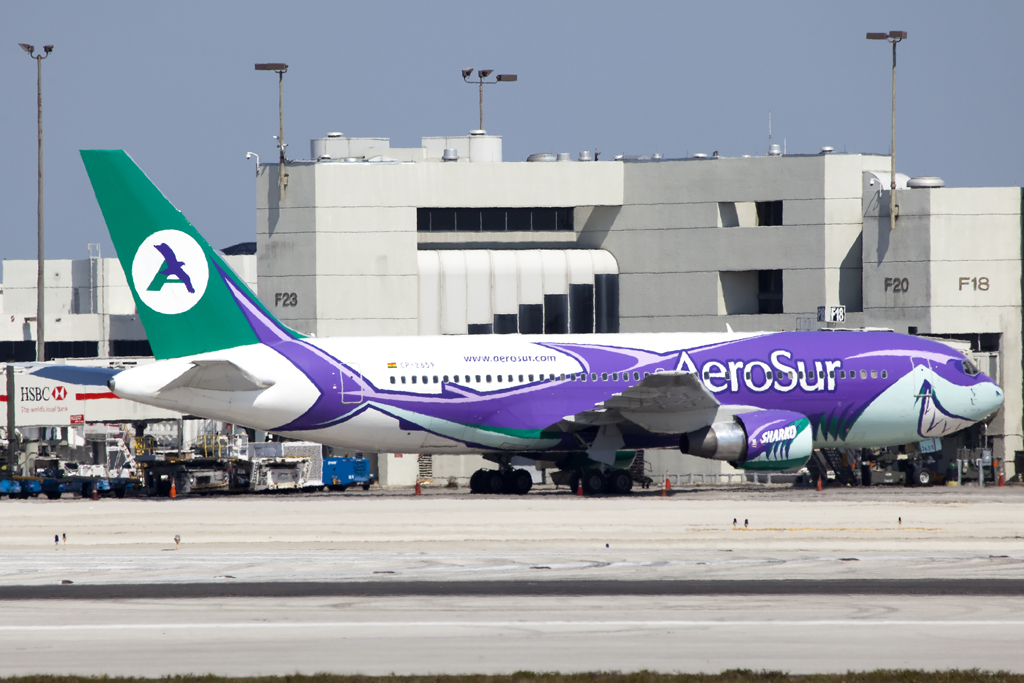
Boeing 767-200ER de la aerolínea con la librea "Sharko" estacionado en el Aeropuerto Internacional de Miami.

### Progreso y expansión

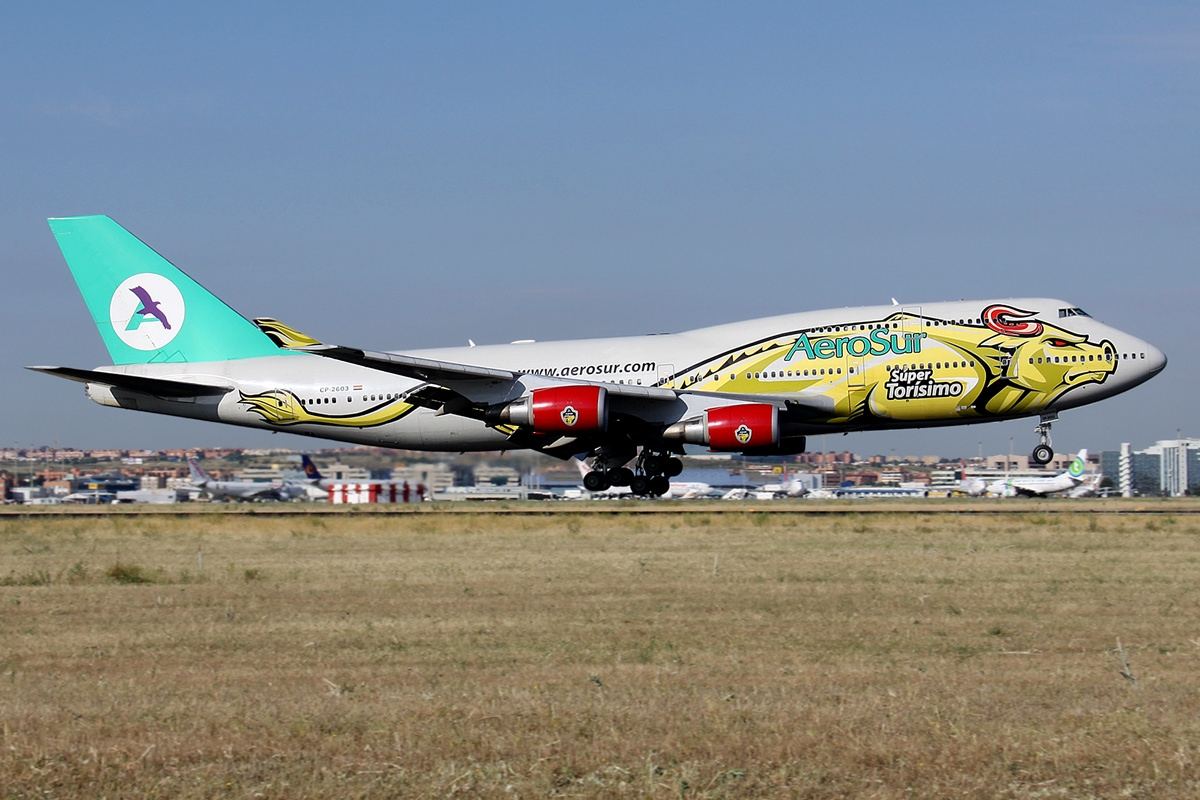
Boeing 747-400 de AeroSur con la librea "Super Torísimo" aterrizando en el Aeropuerto Adolfo Suárez Madrid-Barajas.

La aerolínea hizo un acuerdo en 2007 con centroamericana TACA, ampliando sus conexiones a ciudades como Bogotá (Colombia), Caracas (Venezuela), Quito (Ecuador), San Salvador (El Salvador) y San José (Costa Rica).
En 2008, AeroSur empezó a operar una ruta directa Santa Cruz - Miami - Santa Cruz usando su nuevo Boeing 767-200ER que reemplazó al antiguo Boeing 727-200 que por su medio alcance debía hacer escalas en la ciudad de Panamá o en Cali (Colombia) haciendo del viaje, un viaje incómodo. AeroSur también comenzó a realizar vuelos chárter usando el 727 a La Habana, Miami y Nueva York (Vía HAV).Ese mismo año, AeroSur inauguró 2 nuevos destinos: Tucumán (Argentina) y Cuiabá (Brasil).
El 13 de marzo de 2009 AeroSur recibió la certificación IOSA (IATA OPERATIONAL SAFETY AUDIT) de la IATA, que cataloga a las aerolíneas con mayor nivel de calidad y seguridad operacional en el mundo.
El 19 de noviembre de 2009, AeroSur presentó al público su nueva adquisición: Un Boeing 747-400 llamado Súper Torísimo que sustituyó al conocido Torísimo, un Boeing 747-300. El avión es utilizado en la ruta VVI-MAD.
Por otra parte, la aerolínea contrató a North American Airlines, Astraeus Airlines e Iberworld para cubrir sus servicios en su ruta VVI-MIA ya que el Boeing 767-200ER (CP-2438) sufrió un accidente grave en uno de sus motores. El avión está siendo atendido y almacenado en el Aeropuerto Internacional de Miami. Sin embargo, la aerolínea logró reemplazar éste avión con otro Boeing 767-200ER (CP-2659) cubriendo las mismas rutas.
El 1 de junio de 2009, AeroSur y Lloyd Aéreo Boliviano firmaron un acuerdo por el cual el anteriormente principal competidor de AeroSur, LAB alquiló una de sus aeronaves, un Boeing 727-200 con tripulación mixta de comando LAB y de cabina AeroSur, el cual se encargaría de cubrir las rutas del eje troncal La Paz, Cochabamba y Santa Cruz, esto con el propósito de contrarrestar las operaciones de la aerolínea estatal recientemente creada BoA. Al término de un mes, una resolución de la Dirección General de Aeronáutica Civil DGAC dio por finalizado este acuerdo comercial, en que AeroSur acusa a la DGAC de no tener argumentos válidos para esta resolución
El 6 de junio de 2009, en la ciudad de Cusco, AeroSur recibió el premio The BIZZ Awards 2009 mérito a Empresa Inspiradora de la World Confederation of Businesses. Dicho premio consideró aspectos destacables de AeroSur como liderazgo empresarial, sistema de gestión, calidad de servicio, creatividad e innovación empresarial, así como el apoyo social que brinda la compañía, la cual es entregada por la World Confederation of Businesses (WORLDCOB).
En mayo de 2010 en la sede de la Cámara de Industria y Comercio de Santa Cruz de la Sierra (CAINCO) Aerosur recibió el Premio Empresa Boliviana del Año 2010 por su compromiso con la Calidad Total. El Premio fue entregado de manos del Dr. Daniel Maximilian Da Costa presidente de Latin American Quality Institute, organismo líder en el desarrollo de normas y padrones de Calidad con sede en Panamá y operaciones en 19 países de la región.
En 2010, AeroSur incorporó a su flota cinco aviones: tres Boeing 737-300, uno de ellos denominado Sicurí, un Boeing 737-400 denominado El Puma y el último, un Boeing 767-200 denominado Sharko, además de la incorporación de un Boeing 747-400, arrendado por Virgin Atlantic Airways. 

AeroSur demostró un gran progreso, en 2010, la aerolínea comenzó servicios a la ciudad de Washington D. C. (Aeropuerto Internacional Washington-Dulles). Y tenía varios planes de expansión de rutas a las ciudades de Antofagasta, Iquique, Santiago, Foz do Iguaçu, Bogotá, México, D. F., Guayaquil, Caracas, Arequipa, Milán, Múnich, y Barcelona, pero nunca se pudieron efectuar por falta de recursos y de flota.

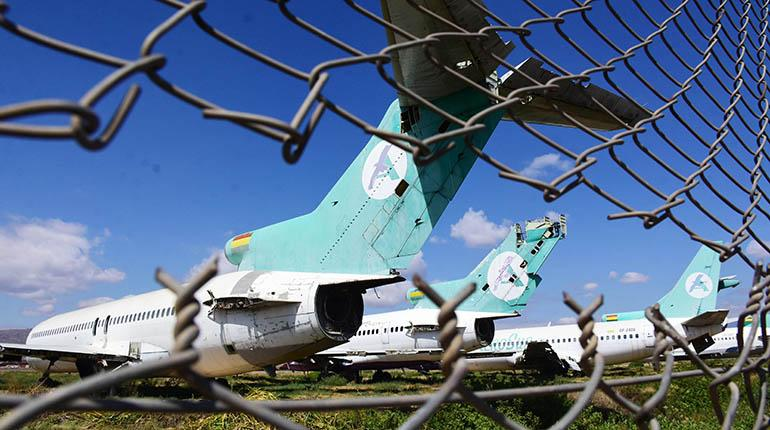
Aviones desmantelados de AeroSur tras la quiebra de la compañía en 2012.

### Suspensión de operaciones y quiebra
La mala situación financiera, producto de deudas impositivas, deudas salariales y provisionales con sus empleados, y el incumplimiento de sus obligaciones con proveedores, llevó a que AeroSur se viera obligada a cesar sus operaciones regulares en el año 2012. 
El gerente de AeroSur, Humberto Roca, denunció al gobierno boliviano de obstaculizar a las empresas aéreas privadas en el país y monopolizar el mercado aéreo nacional a través de Boliviana de Aviación (BoA), una nueva aerolínea estatal fundada por el gobierno en 2007. En 2010, AeroSur acusó a BoA de competencia desleal y de afectar el mercado aeronáutico al rebajar sus tarifas de boletos aéreos a la mitad con el motivo de promocionar su reciente ruta inaugurada a Buenos Aires, Argentina. La empresa estatal argumentó que las ofertas eran una actividad regular, postura que fue respaldada por la Autoridad de Transportes y Telecomunicaciones (ATT). 
Ese mismo año, la Dirección General de Aeronáutica Civil (DGAC) suspendió dos aviones Boeing 727-200 de AeroSur al presentar numerosas fallas técnicas, comprometiendo la seguridad del público viajero. Posteriormente, el Servicio de Impuestos Nacionales (SIN) inició un proceso penal contra los accionistas y ejecutivos de AeroSur, a fin de recuperar la deuda impositiva que alcanzó 1.338 millones de bolivianos por las gestiones 2004, 2006 y 2007. AeroSur llevó a cabo negociaciones con las entidades regulatoras de Bolivia y el Servicio de Impuestos Nacionales, para someter a la aerolínea bajo administración judicial, sin embargo, la IATA revocó la membresía de AeroSur al haber suspendido la mayoría de sus operaciones, formalizando el cierre de sus operaciones en Bolivia y Paraguay.

## Antiguos destinos
La red de destinos de AeroSur estaba organizada en torno al Aeropuerto Internacional Viru Viru, Santa Cruz de la Sierra desde donde ofrecía servicios a varias ciudades en América del Sur, así como vuelos directos a Miami (Estados Unidos) y Madrid (España).
| Destinos                            | Aeropuertos                                | Notas |
| ----------------------------------- | ------------------------------------------ | ----- |
| Cobija, Pando                       | Aeropuerto Capitán Aníbal Arab             |       |
| Cochabamba, Cochabamba              | Aeropuerto Internacional Jorge Wilstermann |       |
| La Paz, La Paz                      | Aeropuerto Internacional El Alto           |       |
| Puerto Suárez, Santa Cruz           | Aeropuerto de Puerto Suárez                |       |
| Santa Cruz de la Sierra, Santa Cruz | Aeropuerto Internacional Viru Viru         | HUB   |
| Santa Cruz de la Sierra, Santa Cruz | Aeropuerto El Trompillo                    |       |
| Sucre, Chuquisaca                   | Aeropuerto Juana Azurduy de Padilla        |       |
| Tarija, Tarija                      | Aeropuerto Capitán Oriel Lea Plaza         |       |

| Países                    | Destinos         | Aeropuertos                                                 | Desde                                                       |
| Norteamérica              | Norteamérica     | Norteamérica                                                | Norteamérica                                                |
| ------------------------- | ---------------- | ----------------------------------------------------------- | ----------------------------------------------------------- |
| Estados Unidos            | Miami            | Aeropuerto Internacional de Miami                           | Aeropuerto Internacional Viru Viru, Santa Cruz de la Sierra |
| Estados Unidos            | Washington D. C. | Aeropuerto Internacional Washington-Dulles                  | Aeropuerto Internacional Viru Viru, Santa Cruz de la Sierra |
| Centroamérica y El Caribe |                  |                                                             |                                                             |
| Panamá                    | Ciudad de Panamá | Aeropuerto Internacional de Tocumen                         | Aeropuerto Internacional Viru Viru, Santa Cruz de la Sierra |
| República Dominicana      | Punta Cana       | Aeropuerto Internacional de Punta Cana                      | Aeropuerto Internacional Viru Viru, Santa Cruz de la Sierra |
| Sudamérica                |                  |                                                             |                                                             |
| Argentina                 | Buenos Aires     | Aeropuerto Internacional Ministro Pistarini                 | Aeropuerto Internacional Viru Viru, Santa Cruz de la Sierra |
| Argentina                 | Salta            | Aeropuerto Internacional de Salta - Martín Miguel de Güemes | Aeropuerto Internacional Viru Viru, Santa Cruz de la Sierra |
| Argentina                 | Tucumán          | Aeropuerto Internacional Teniente Benjamín Matienzo         | Aeropuerto Internacional Viru Viru, Santa Cruz de la Sierra |
| Brasil                    | São Paulo        | Aeropuerto Internacional de São Paulo-Guarulhos             | Aeropuerto Internacional Viru Viru, Santa Cruz de la Sierra |
| Paraguay                  | Asunción         | Aeropuerto Internacional Silvio Pettirossi                  | Aeropuerto Internacional Viru Viru, Santa Cruz de la Sierra |
| Perú                      | Cuzco            | Aeropuerto Internacional Alejandro Velasco Astete           | Aeropuerto Internacional El Alto, La Paz                    |
| Europa                    |                  |                                                             |                                                             |
| España                    | Madrid           | Aeropuerto de Madrid Barajas                                | Aeropuerto Internacional Viru Viru, Santa Cruz de la Sierra |

| Países       | Destinos          | Aeropuertos                                         | Desde                                                       |
| Norteamérica | Norteamérica      | Norteamérica                                        | Norteamérica                                                |
| ------------ | ----------------- | --------------------------------------------------- | ----------------------------------------------------------- |
| México       | Ciudad de México  | Aeropuerto Internacional de la Ciudad de México     | Aeropuerto Internacional Viru Viru, Santa Cruz de la Sierra |
| Sudamérica   |                   |                                                     |                                                             |
| Chile        | Antofagasta       | Aeropuerto Internacional Andrés Sabella             | Aeropuerto Internacional Viru Viru, Santa Cruz de la Sierra |
| Chile        | Iquique           | Aeropuerto Internacional Diego Aracena              | Aeropuerto Internacional Viru Viru, Santa Cruz de la Sierra |
| Chile        | Santiago de Chile | Aeropuerto Internacional Arturo Merino Benítez      | Aeropuerto Internacional Viru Viru, Santa Cruz de la Sierra |
| Brasil       | Foz do Iguaçu     | Aeropuerto Internacional de Foz do Iguaçu           | Aeropuerto Internacional Viru Viru, Santa Cruz de la Sierra |
| Colombia     | Bogotá            | Aeropuerto Internacional El Dorado                  | Aeropuerto Internacional Viru Viru, Santa Cruz de la Sierra |
| Ecuador      | Guayaquil         | Aeropuerto Internacional José Joaquín de Olmedo     | Aeropuerto Internacional Viru Viru, Santa Cruz de la Sierra |
| Perú         | Arequipa          | Aeropuerto Internacional Alfredo Rodríguez Ballón   | Aeropuerto Internacional Viru Viru, Santa Cruz de la Sierra |
| Venezuela    | Caracas           | Aeropuerto Internacional de Maiquetía Simón Bolívar | Aeropuerto Internacional Viru Viru, Santa Cruz de la Sierra |
| Europa       |                   |                                                     |                                                             |
| Alemania     | Múnich            | Aeropuerto Internacional de Múnich                  | Aeropuerto Internacional Viru Viru, Santa Cruz de la Sierra |
| España       | Barcelona         | Aeropuerto Josep Tarradellas Barcelona-El Prat      | Aeropuerto Internacional Viru Viru, Santa Cruz de la Sierra |
| Italia       | Milán             | Aeropuerto Internacional Enrico Forlanini           | Aeropuerto Internacional Viru Viru, Santa Cruz de la Sierra |

## Subsidiarias
La aerolínea poseía dos subsidiarias:
- AeroSur Cargo: un servicio de transporte de carga a nivel nacional en La Paz, Cochabamba, Sucre, Tarija, Cobija, Puerto Suárez y Santa Cruz e internacional hacia Buenos Aires, São Paulo, Asunción, Madrid y Miami.

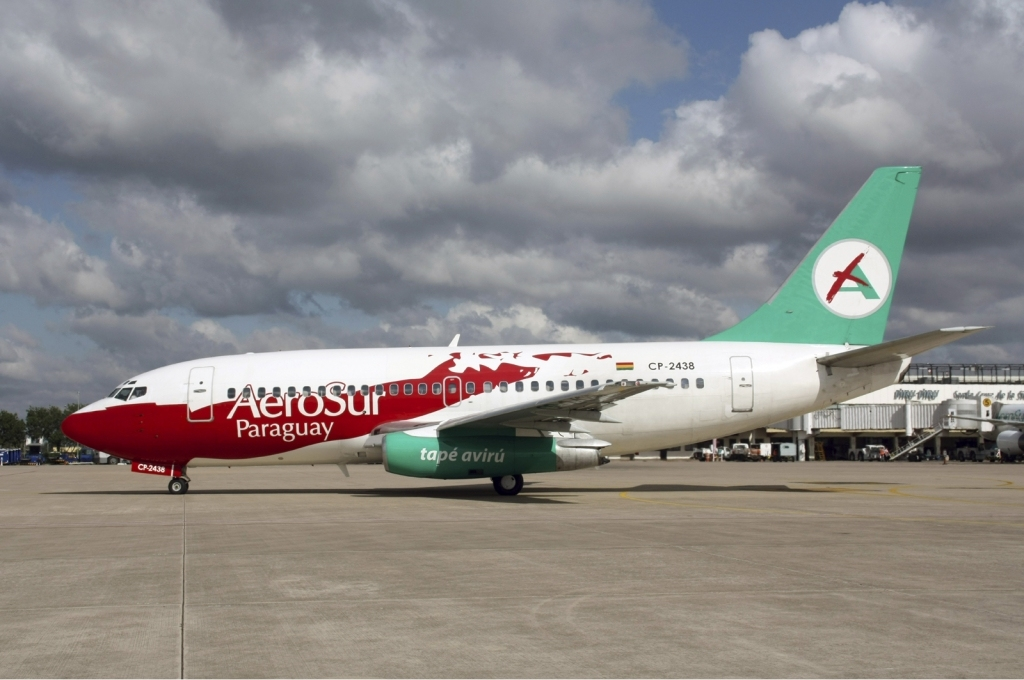
Boeing 737-200 (CP-2438) de AeroSur Paraguay, en el Aeropuerto Internacional Viru Viru, Bolivia (2010)

- Aerosur Paraguay: fue una marca que se consolidaría en una futura aerolínea pero nunca llegó a materializarse. Uno de los aviones de la flota de Aerosur se llamó Aerosur Paraguay y operaba la ruta Santa Cruz de la Sierra - Asunción y se esperaba que con el tiempo llegaran más aeronaves a la flota, a fin componer una verdadera aerolínea filial. Finalmente la empresa desistió de este proyecto.
- AeroSur Cargo Uruguay: fue una filial de AeroSur de carga uruguaya que operó brevemente a principios de la década de 1990. La empresa realizaba servicios de transporte aéreo internacional no regular de carga desde y hacia Montevideo, utilizando un único Boeing 707-351C. En 1992 recibió permisos para operar rutas regulares de carga entre Montevideo y Nueva York, con escalas en São Paulo, Panamá y Miami. Sin embargo, debido a la competencia de empresas internacionales y otros desafíos, cesó sus operaciones a inicios de 1993.

## Antigua flota

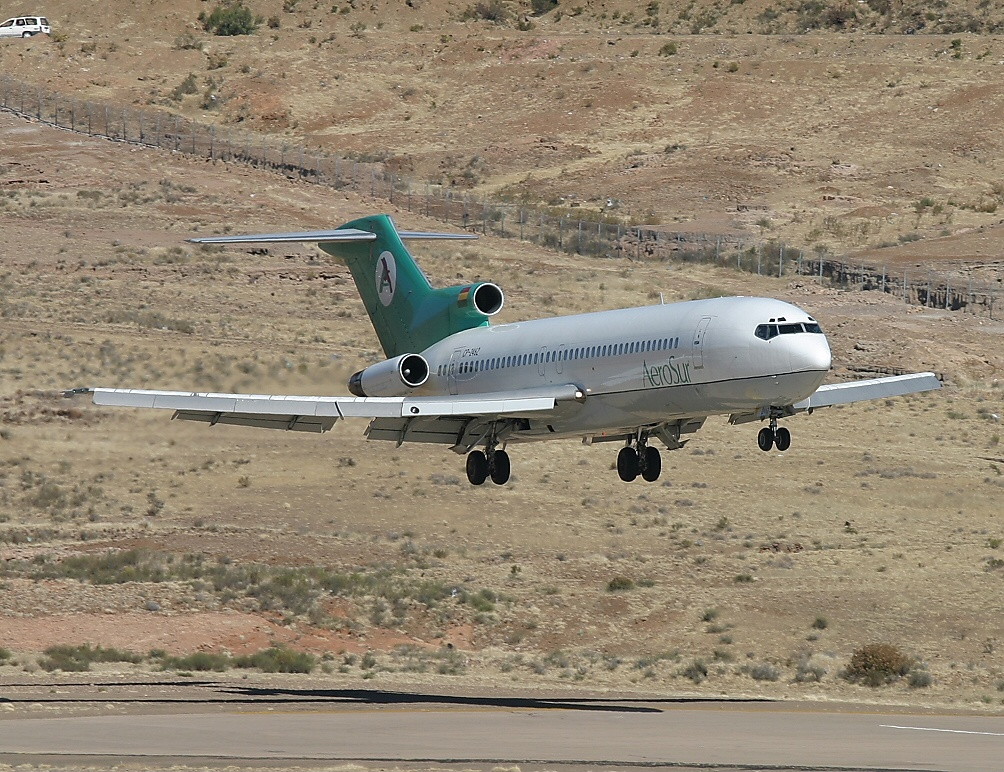
Un Boeing 727-200 de AeroSur aterrizando en el Aeropuerto Juana Azurduy de Padilla. (2005)

La flota de AeroSur pasó por varios cambios y renovaciones durante su operación, la edad promedio de la flota llegó a ser de 21,6 años, todos sus aviones fueron alquilados con la modalidad de leasing y ya fueron devueltos.

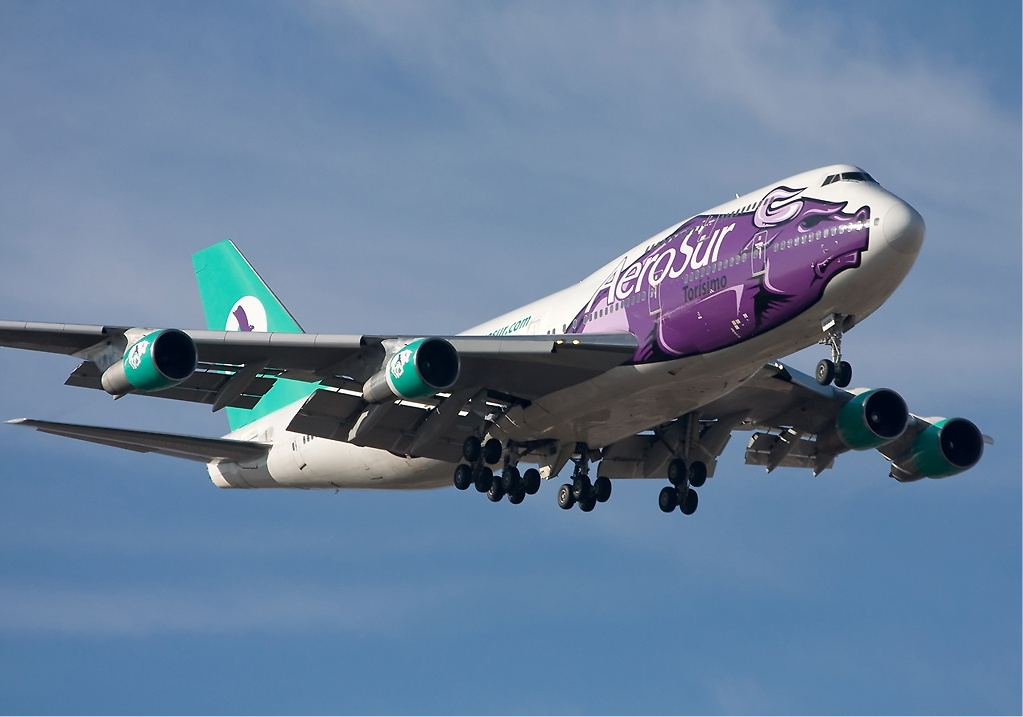
Un Boeing 747 de AeroSur (Retirado) en Madrid. (2009)

| Aeronave                      | Número | Introducido | Retirado | Matrículas |
| ----------------------------- | ------ | ----------- | -------- | --- |
| BAe 146                       | 4      | 1992        | 1995     | CP-2247, CP-2249, CP-2254 y CP-2260                                                                                         |
| Boeing 727-200                | 14     | 1993        | 2012     | CP-1366, CP-2365, CP-2385, CP-2377, CP-2422, CP-2423, CP-2424, CP-2431, CP-2447, CP-2462, CP-2498, CP-2515, LV-WDS y N373PA |
| Boeing 737-200                | 5      | 2003        | 2012     | CP-2476, CP-2484, CP-2486, CP-2561 y CP-2438 (transferido a AeroSur Paraguay)                                               |
| Boeing 737-300                | 5      | 2009        | 2012     | CP-2640, CP-2595, CP-2656, CP-2691 y CP-2699                                                                                |
| Boeing 737-400                | 1      | 2010        | 2012     | CP-2653 |
| Boeing 747-100                | 1      | 2006        | 2007     | CP-2480 |
| Boeing 747-300                | 1      | 2008        | 2009     | CP-2525 |
| Boeing 747-400                | 1      | 2009        | 2012     | CP-2603 |
| Boeing 757-200                | 3      | 2006        | 2010     | G-STRX, N526NA y N753NA |
| Boeing 767-200ER              | 2      | 2007        | 2012     | CP-2521 y CP-2659 |
| Rockwell 690B Turbo Commander | 1      | 1993        | 1998     | CP-2225 |
| Swearingen Merlin             | 4      | 1992        | 2000     | CP-2253, CP-2301, CP-2321 y N4442F                                                                                          |

## Accidentes e incidentes
- El 31 de diciembre de 1997, un Fairchild Swearingen Metroliner (CP-2321) perdió el control durante el despegue y se salió de la pista. El tren de aterrizaje principal izquierdo falló.[15]
- El 3 de febrero de 2003, el vuelo 231 de Aerosur, un Boeing 727-264 (CP-2422) tenía una ruta programada desde Ezeiza a Santa Cruz, cuando la tripulación percibió un olor penetrante que desapareció al cortar la ventilación individual adicional para cada pasajero o tripulante. Luego de unos quince minutos de vuelo, se repitió la presencia del fuerte olor y también una especie de neblina en la cabina, por lo que se consultó a los tripulantes de la cabina de vuelo y confirmaron que se presentaba la misma situación. Se realizaron verificaciones para tratar de establecer el origen del olor, mientras se iniciaba el descenso para regresar al Aeropuerto de Ezeiza. Luego de consumir combustible, para alcanzar el peso máximo permitido para el aterrizaje, aterrizaron sin problemas.[16]
- El 8 de febrero de 2008, un Boeing 727-264 (CP-2462) se salió de la pista durante el aterrizaje en La Paz (Bolivia) y se deslizó 50 metros por la hierba. El incidente ocurrió media hora después de una granizada que, según la aerolínea, hizo que la pista estuviera resbaladiza. El avión solo sufrió daños en los neumáticos.[17]
- El 13 de noviembre de 2009, un Boeing 737-2P6 (CP-2561) se encontraba en ruta cerca de Tucumán, a 600 millas náuticas al noroeste de Buenos Aires, cuando la tripulación recibió una indicación de incendio en el motor, apagaron el motor y se desviaron a Tucumán, donde el avión aterrizó de manera segura aproximadamente una hora y media después de despegar. Los mecánicos determinaron que había un mal funcionamiento del circuito de incendio del motor y pudieron reparar la falla.[18]